# Macroteleia eximia
Macroteleia eximia är en stekelart som beskrevs av Muesebeck 1977. Macroteleia eximia ingår i släktet Macroteleia och familjen Scelionidae. Inga underarter finns listade i Catalogue of Life.